# Амфиса (митологија)
Амфиса (грч. Άμφισσα) је у грчкој митологији била кћерка Макареја и његове сестре Канаке. 

## Митологија
Канака је страсно волела свог брата, Макареја, коме је у тајности родила девојчицу, Амфису. Њу је волео Аполон и по њеном имену је грчки град Амфиса добила име, где јој је изграђен споменик. Неки извори кажу да су имали сина Агреја који је био владар читавог острва Еубеје. Према другом предању, када је Еол, отац Канаке и Макареја сазнао за инцест, Амфису, која је још била дете, бацио је псима, а својој кћерки је послао мач, натеравши је да изврши самоубиство. Исто је учинио и Макареј.

## Други ликови
Ехетова кћерка, мада је по неким изворима њено име заправо Метопа.